# Kalózok (film, 2014)
A Kalózok, angol cím: The Pirates (hangul: 해적: 바다로 간 산적, Hedzsok: Padaro kan szandzsok, RR: Haejeok: Badaro gan sanjeok; „Kalózok: A banditák tengerre mennek”) 2014-ben bemutatott dél-koreai történelmi kalandfilm, vígjáték Szon Jedzsin (Son Yejin) és Kim Namgil főszereplésével. A film 8 666 208 hazai nézőt vonzott és több mint 56 millió dollárt jövedelmezett.
Magyarországon a 8. koreai filmfesztivál keretében az Uránia Nemzeti Filmszínház vetítette 2015 novemberében. 2016-ban az AMC csatorna tűzte műsorra magyar szinkronnal.

## Történet
I Szonggje (Lee Seong-gye) megdönti a Korjo (Goryeo) királyságot és megalapítja Csoszon (Joseon)t. A Ming-dinasztia császárának esküszik hűbéri szolgálatot, és a császártól kapja meg az új királyi pecsétjét. A pecsétet azonban útban hazafelé felfalja egy bálna, így a király haragjától rettegő hivatalnokok felbérlik Mo parancsnokot, hogy ha törik, ha szakad, szerezze meg a pecsétet. Mo a feladatot a kalózkapitánynő Jovol (Yeo-wol)ra bízza, csakhogy az eseményekbe belekontárkodik Őrült Tigris, a hegyi banditavezér, aki kissé kelekótya csapatával szintén vízre száll a kincs megkaparintása reményében. Őrült Tigris valaha Mo parancsnok katonája volt, azonban nem egészen barátian váltak el egymástól. Ráadásul Jovol (Yeo-wol) egykori kalózmestere, Szoma (Soma) is újra felbukkan, hogy eltegye láb alól az őt tisztétől megfosztó kalózlányt.

## Szereplők
- Szon Jedzsin (Son Yejin) (손예진) mint Jovol (Yeo-wol)
- Kim Namgil (김남길) mint Őrült Tigris/Csang Szadzsong (Jang Sa-jeong)
- Ju Hedzsin (Yoo Hae-jin ) (유해진) mint Csholbong (Cheol-bong)
- Pak Csholmin (Parl Cheol-min) (박철민) mint Szerzetes
- I Gjongjong (Lee Gyeong-yeong) (이경영) mint Szoma (Soma) kapitány
- Kim Theu (Kim Tae-u) (김태우) mint Mo parancsnok
- Sulli mint kalózlány

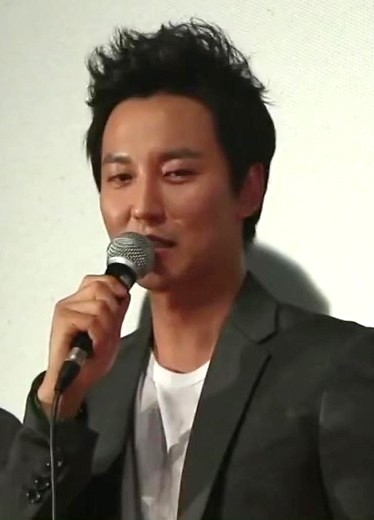
Kim Namgil
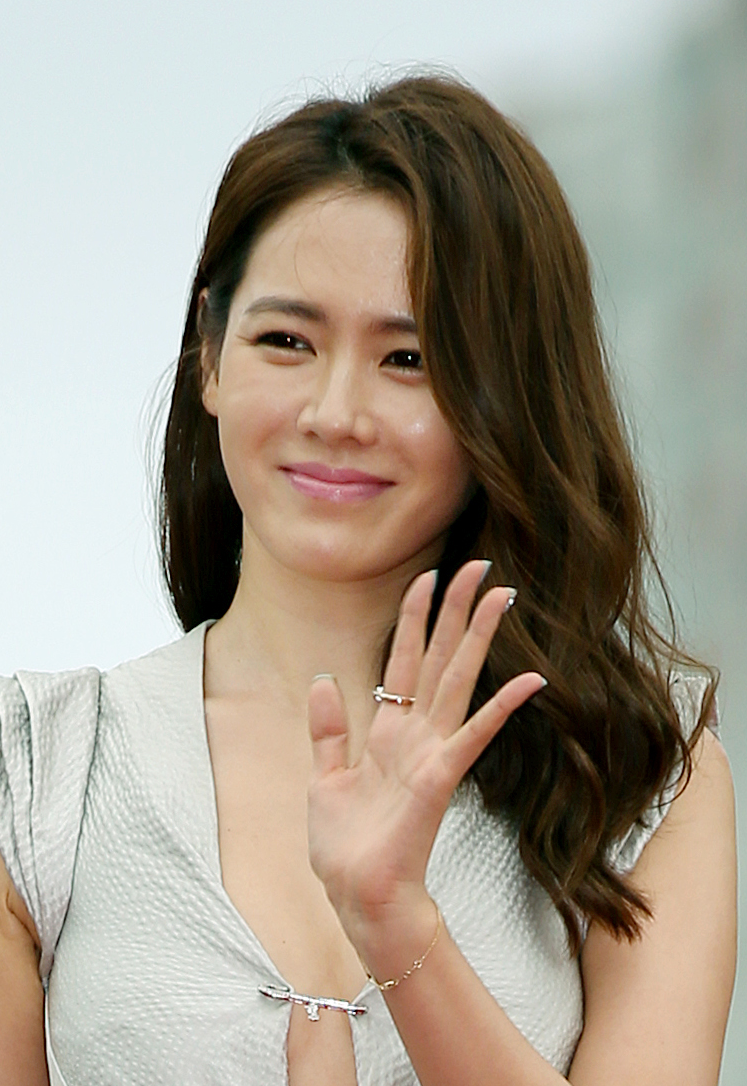
Szon Jedzsin (Son Yejin)
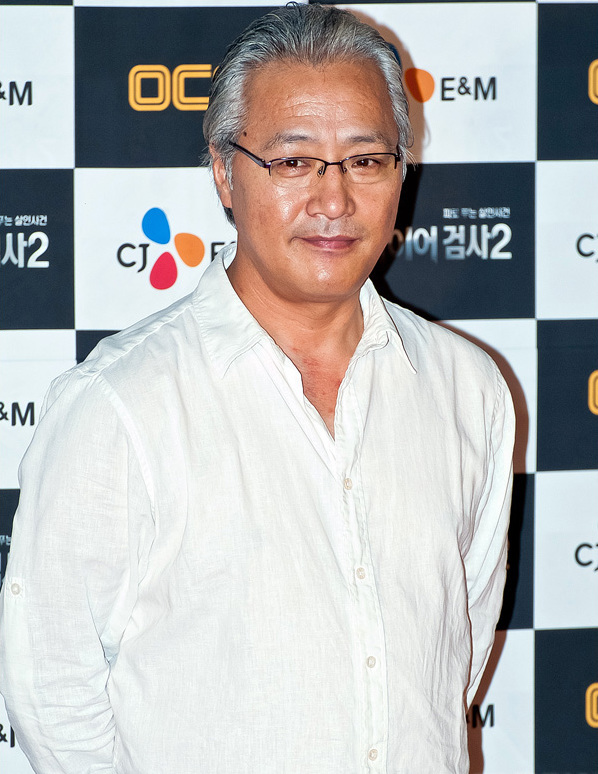
I Gjongjong (Lee Gyeong-yeong)
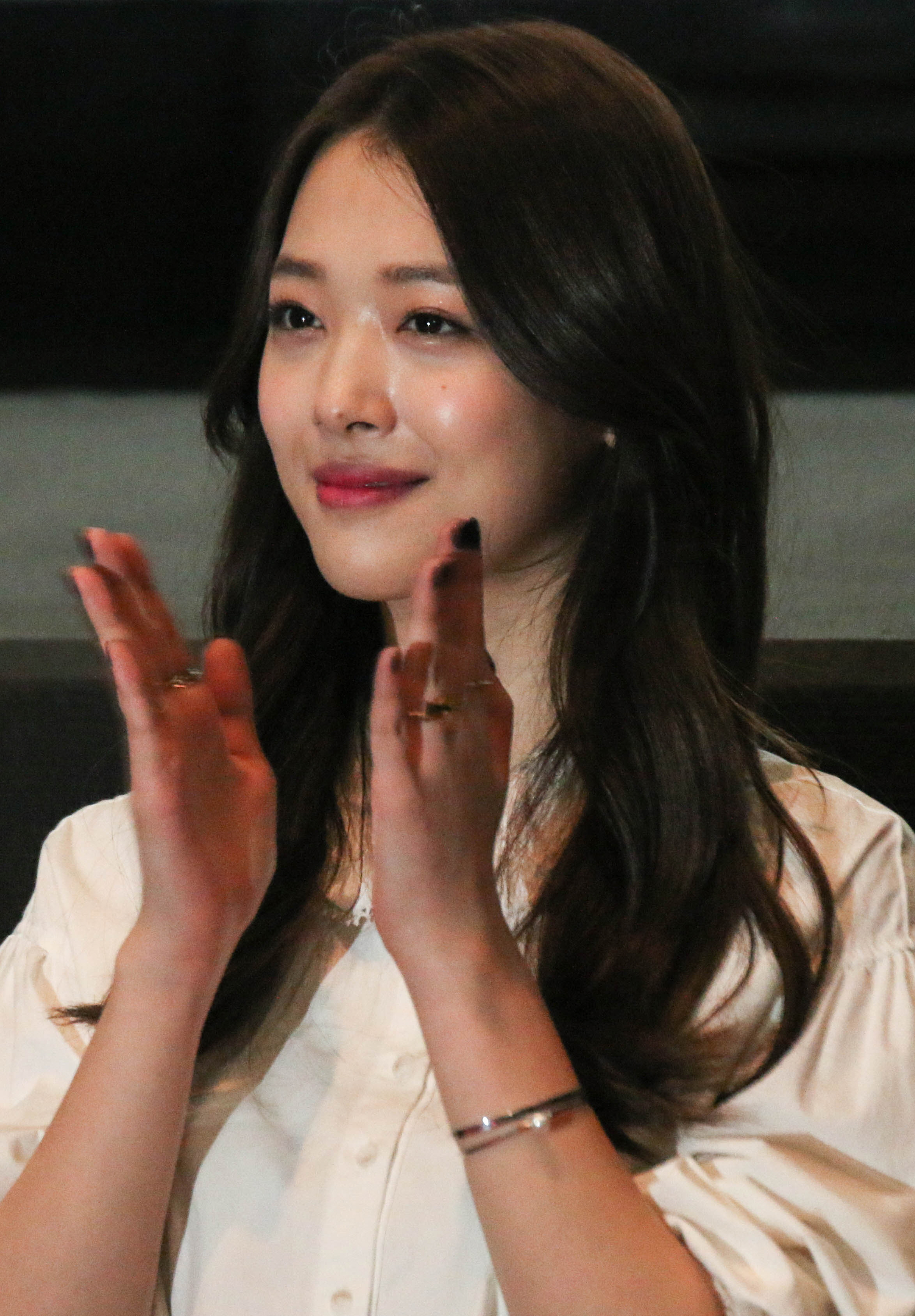
Sulli